# Church Warsop
Church Warsop är en by i civil parish Warsop, i distriktet Mansfield, i grevskapet Nottinghamshire, i England. Byn är belägen 8 km från Mansfield. Byn hade 2 140 invånare år 2021.